# 比爾基 (杜布諾區)
50°18′21″N 25°44′8″E / 50.30583°N 25.73556°E
比爾基（烏克蘭語：Бірки），是烏克蘭的村落，位於該國西北部羅夫諾州，由杜布諾區負責管轄，面積0.23平方公里，海拔高度202米，2001年人口112，人口密度每平方公里495.6人。